# 马文云
马文云（1957年6月—），男，东乡族，甘肃东乡人，中华人民共和国伊斯兰教人物，现任甘肃省政协副主席，中国伊斯兰教协会副会长、甘肃省伊斯兰教协会会长。